# Grandval (Puèi Domat)
Grandval és un municipi francès situat al departament del Puèi Domat i a la regió d'Alvèrnia-Roine-Alps. L'any 2007 tenia 105 habitants.

## Demografia

### Població
El 2007 la població de fet de Grandval era de 105 persones. Hi havia 50 famílies de les quals 15 eren unipersonals (4 homes vivint sols i 11 dones vivint soles), 23 parelles sense fills, 8 parelles amb fills i 4 famílies monoparentals amb fills.
La població ha evolucionat segons el següent gràfic:
Habitants censats

### Habitatges
El 2007 hi havia 110 habitatges, 49 eren l'habitatge principal de la família, 50 eren segones residències i 11 estaven desocupats. 109 eren cases i 1 era un apartament. Dels 49 habitatges principals, 47 estaven ocupats pels seus propietaris i 2 estaven llogats i ocupats pels llogaters; 1 tenia dues cambres, 6 en tenien tres, 15 en tenien quatre i 27 en tenien cinc o més. 41 habitatges disposaven pel capbaix d'una plaça de pàrquing. A 23 habitatges hi havia un automòbil i a 21 n'hi havia dos o més.

### Piràmide de població
La piràmide de població per edats i sexe el 2009 era:
| Homes | Edats   | Dones |
| ----- | ------- | ----- |
| 0     | 95 o +  | 0     |
| 0     | 90 a 94 | 0     |
| 0     | 85 a 89 | 0     |
| 0     | 80 a 84 | 0     |
| 4     | 75 a 79 | 8     |
| 4     | 70 a 74 | 4     |
| 0     | 65 a 69 | 0     |
| 8     | 60 a 64 | 4     |
| 4     | 55 a 59 | 4     |
| 4     | 50 a 54 | 4     |
| 0     | 45 a 49 | 0     |
| 12    | 40 a 44 | 8     |
| 4     | 35 a 39 | 0     |
| 4     | 30 a 34 | 4     |
| 0     | 25 a 29 | 0     |
| 0     | 20 a 24 | 0     |
| 8     | 15 a 19 | 4     |
| 0     | 10 a 14 | 4     |
| 4     | 5 a 9   | 4     |
| 4     | 0 a 4   | 4     |

## Economia
El 2007 la població en edat de treballar era de 71 persones, 41 eren actives i 30 eren inactives. De les 41 persones actives 36 estaven ocupades (17 homes i 19 dones) i 5 estaven aturades (2 homes i 3 dones). De les 30 persones inactives 22 estaven jubilades, 2 estaven estudiant i 6 estaven classificades com a «altres inactius».
Activitats econòmiques
Dels 3 establiments que hi havia el 2007, 1 era d'una empresa de construcció, 1 d'una empresa de comerç i reparació d'automòbils i 1 d'una empresa d'hostatgeria i restauració.
L'any 2000 a Grandval hi havia 12 explotacions agrícoles que ocupaven un total de 315 hectàrees.

## Poblacions més properes
El següent diagrama mostra les poblacions més properes.